# Eumorpha phorbas
Eumorpha phorbas là một loài bướm đêm thuộc họ Sphingidae. Nó sống ở Costa Rica và miền tây bờ biển của Nam Mỹ cho đến tận phía nam Bolivia.

## Hình ảnh

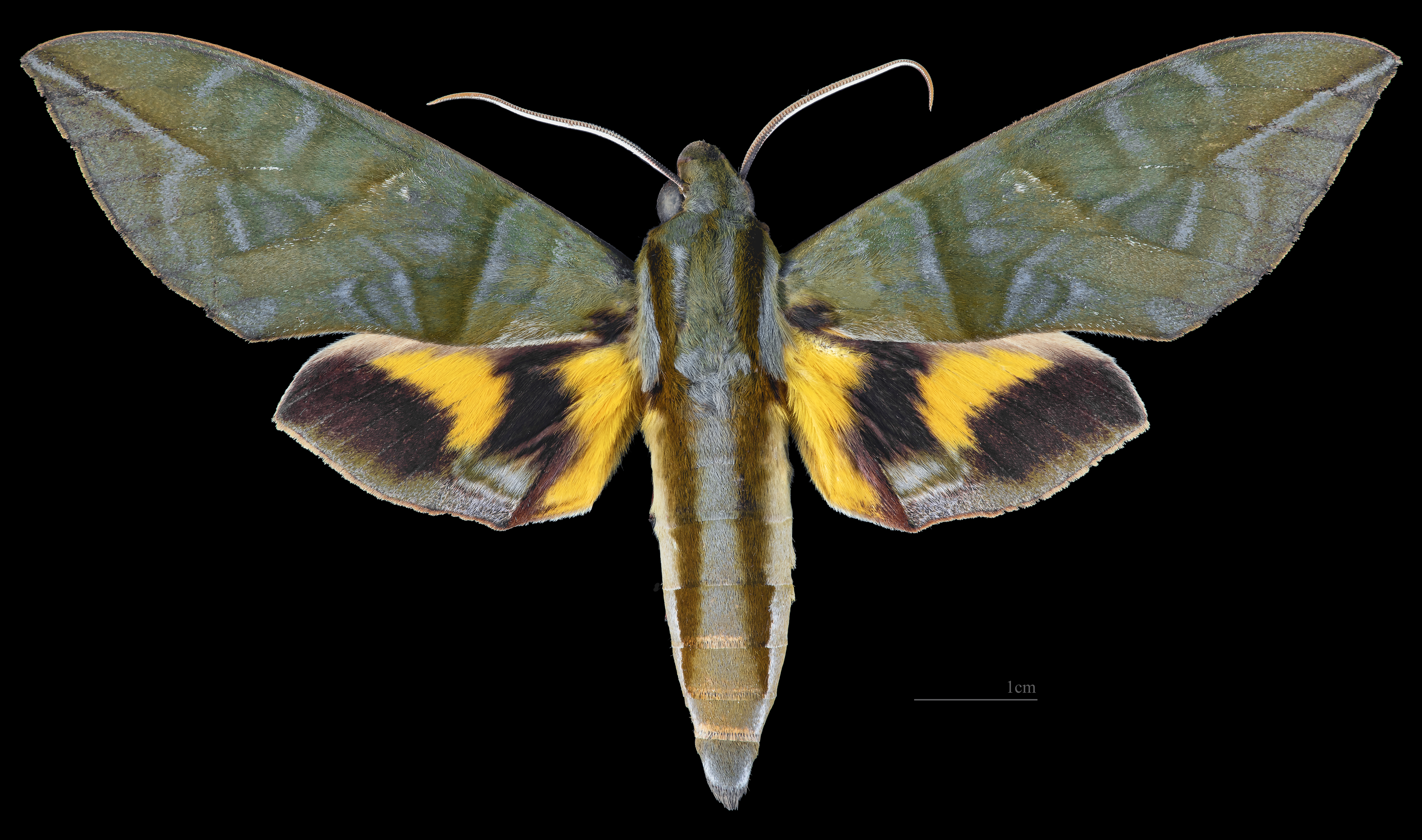
Eumorpha phorbas ♂
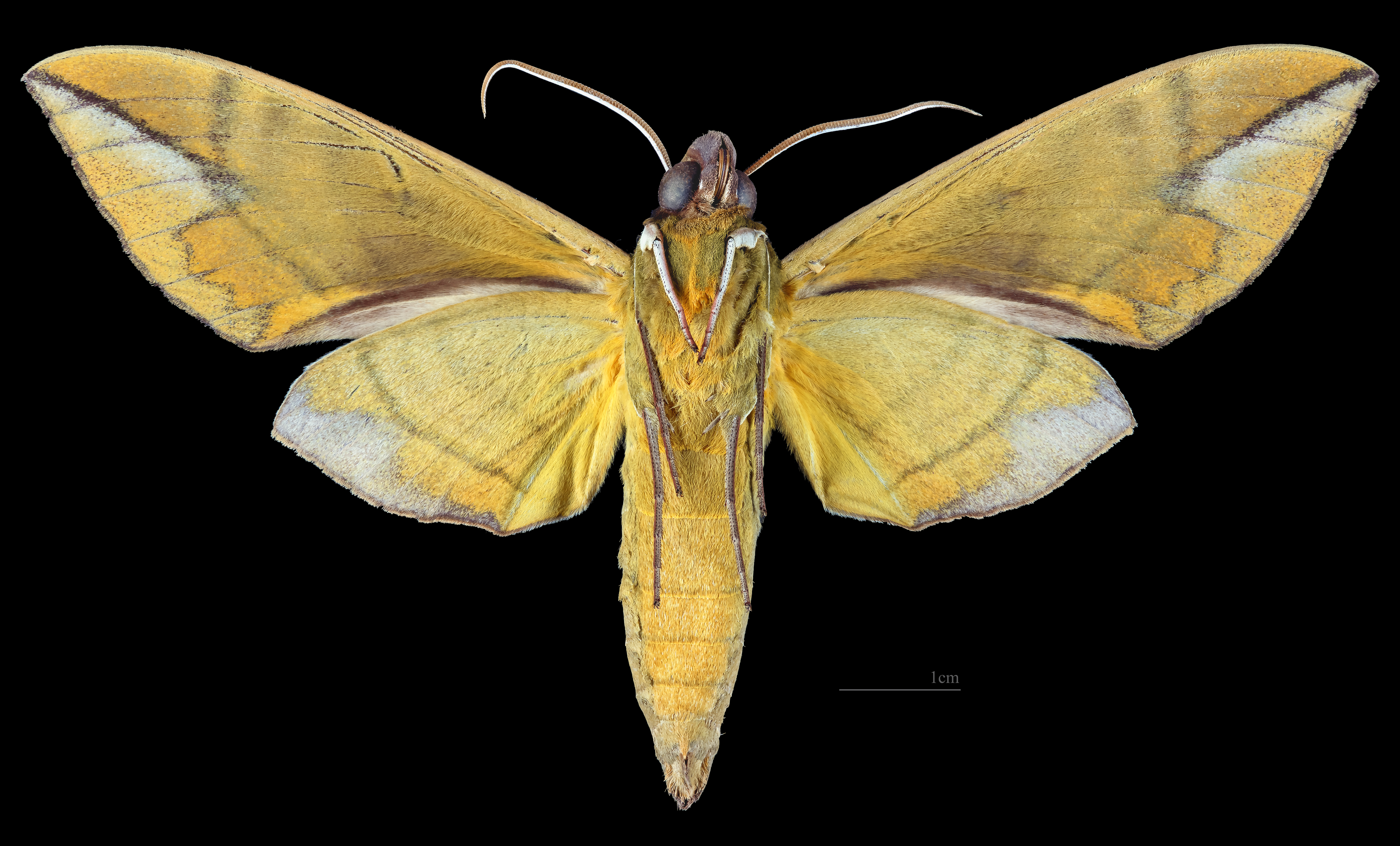
Eumorpha phorbas ♂ △
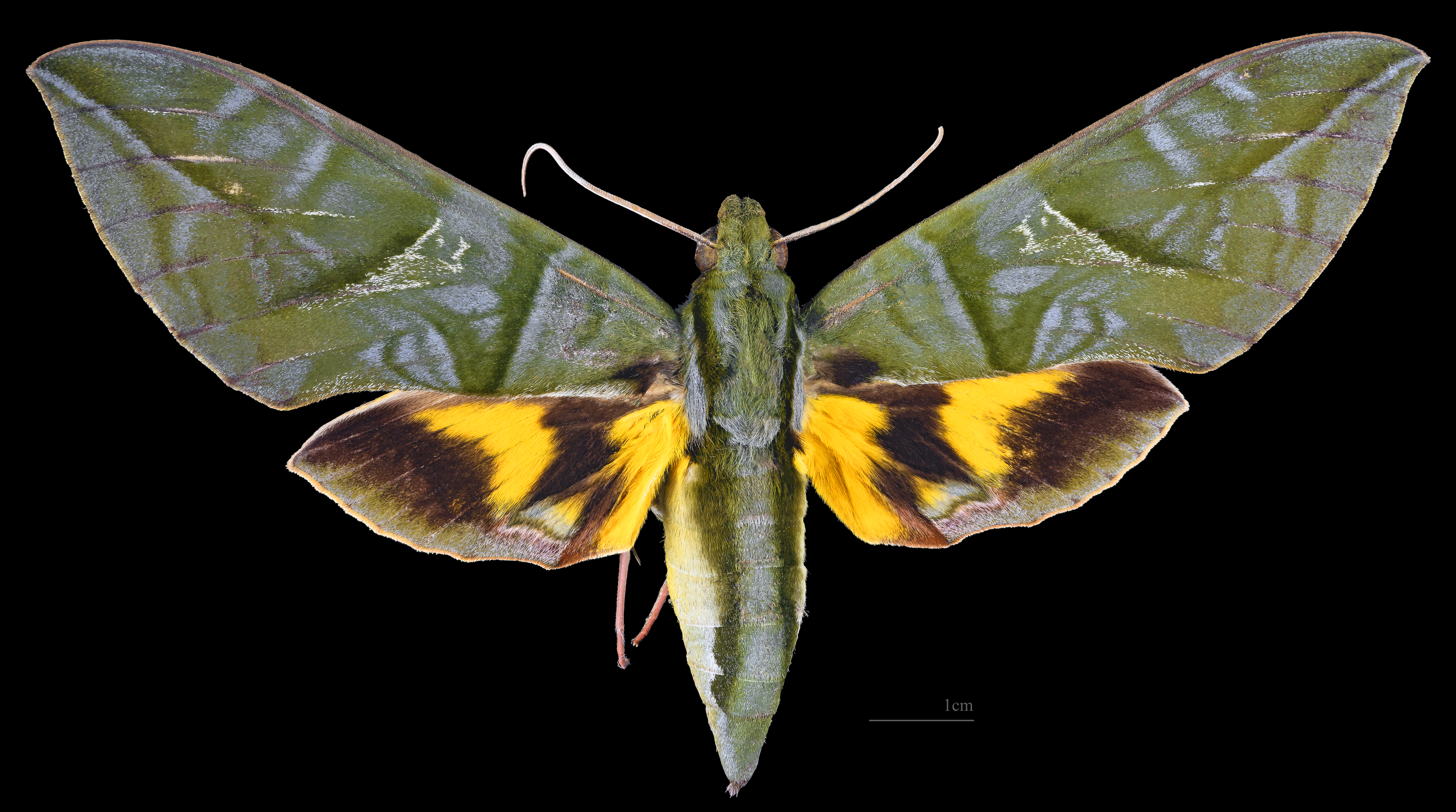
Eumorpha phorbas ♀
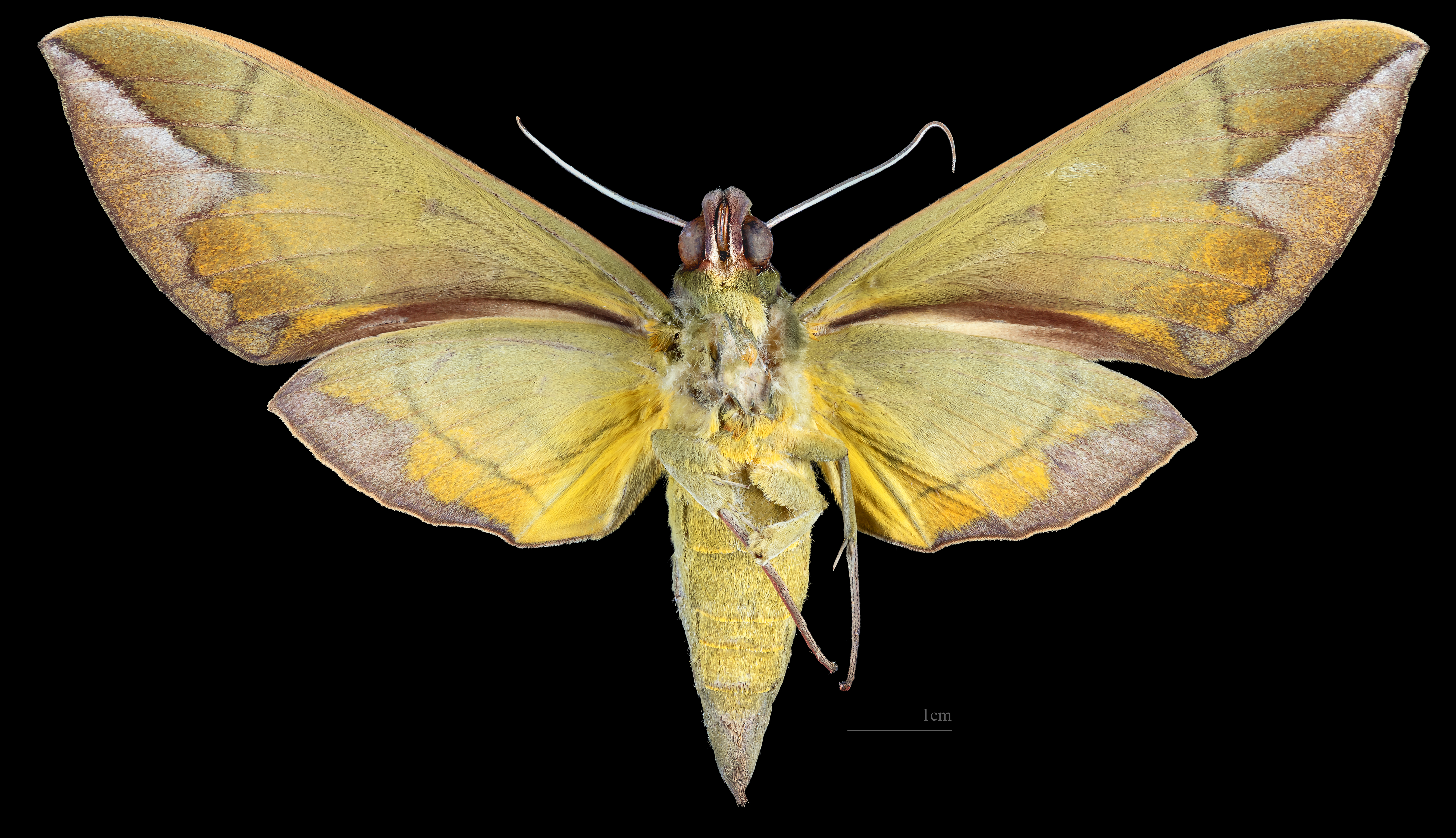
Eumorpha phorbas ♀ △